# آیسون کایاجی
آیسون کایاجی (ترکی استانبولی: Aysun Kayacı؛ زادهٔ ۲۰ مهٔ ۱۹۷۹) مدل و هنرپیشه اهل ترکیه است. او در سن ۱۵ سالگی زمانی که به عنوان میزبان پذیرایی در نمایشگاه های تجاری و نمایشگاه ها مشغول به کار بود فعالیت خود را آغاز کرد. وی جایزه ملی MGD را در سال ۲۰۰۴ به عنوان "بهترین مدل ترکیه" دریافت کرده است. امره عاشق بازیکن فوتبال ترکیه‌ای دوست پسر سابق او بوده است.